# Wheeler Dealers
Joyas sobre ruedas
(conocido en Hispanoamérica y España como Joyas sobre ruedas) es un programa británico producido por Attaboy TV y emitido por Discovery Channel. Lo coprotagonizan Mike Brewer y el mecánico Edd China desde la Temporada 1 (2003) hasta la temporada 13 (2016); tras la marcha de China, los trabajos de mecánica han sido ejecutados por Ant Anstead desde la Temporada 14 hasta la Temporada 16. En la Temporada 17, el equipo regresa a Inglaterra y Mike coprotagonizará la serie junto al exmecánico de Fórmula 1 Marc "Elvis" Priestley.  
El objetivo del programa es comprar, reparar y revender coches clásicos obteniendo algún beneficio. Hasta 2014 ha habido once temporadas del programa y se han usado tres temas introductorios diferentes, el actual la canción "Balaclava" interpretada por The Wideboys, mientras que la anterior provenía de la "V-The Production Library" de Music 4. El programa empezó a emitirse en 2003; la segunda mitad de la sexta temporada, en otoño de 2009, se emitió en Discovery Real Time. La quinta temporada cambió su nombre original por el de Wheeler Dealers: On the Road: durante esta temporada Mike y Edd expanden su búsqueda de coches por otras partes de Europa con la esperanza de encontrar nuevos coches clásicos para restaurar y vender. Al comienzo de la segunda parte de la octava temporada Mike amplia la búsqueda con viajes regulares a Estados Unidos.
En abril de 2013 se produjo el lanzamiento de una serie derivada llamada Wheeler Dealers Trading Up (Joyas sobre ruedas por el mundo en España, y Joyas sobre ruedas: El Reto en Latinoamérica) en la que Mike viaja por el mundo para comprar y vender coches usados con un presupuesto preestablecido,y así emprender el viaje con un coche de bajo presupuesto y tras obtener beneficios de la venta de los coches, poder comprarse al final de recorrido un "supercoche". Se prevé el estreno de una segunda temporada.

## Formato
Cada proyecto se extiende por un par de episodios de 30 minutos, en el que Mike compra un vehículo, se lo entrega a Edd para las reparaciones, y luego se vende. Para la Temporada 1, el presupuesto fue de £1.000, para la Temporada 2, £2.000, y para la Temporada 3, £3.000. En otras temporadas, el presupuesto ha variado, dependiendo del vehículo objetivo. Por ejemplo, un presupuesto de £10.000 se estableció en la compra y restauración de un Ferrari Dino GT4 308 en la Temporada 6. Para la Temporada 11 (2014), el presupuesto aparece en el sitio web de Discovery UK como "hasta £20.000".
La presentación de cada proyecto por lo general sigue un formato de televisión similar. Hasta la Temporada 6, el proyecto fue presentado en dos episodios de 30 minutos. A partir de la Temporada 7, el formato se cambió a un solo episodio de 1 hora.

### Resumen
La idea fue creada como un Hágalo usted mismo en mente. Los costos, y de este modo cualquier ganancia o pérdida para un proyecto dado, se evalúan sin considerar los costos laborales del mecánico Edd China (suponiendo que es un entusiasta bien equipado y capaz de completar todo el trabajo por sí mismo), pero si las reparaciones requieren ayuda profesional, como repintado de carrocería, trabajos de electrónica complicados, o reemplazos de parabrisas, se añaden al costo final.
A veces, la pintura se hace a mano utilizando pintura en aerosol en su taller en vez de ir al taller de pintura profesional. Esto es generalmente reservado para los vehículos en los que sólo una parte necesita pintura, o cuando la parte que está siendo pintada tiene poco efecto en la apariencia general. Cuando Edd y/o Mike consideran que el aspecto de la pintura hará una diferencia notable en el precio de venta, se lleva a cabo la pintura profesional. Cuando el repintado se lleva a cabo por otros, es habitual que Edd haga la mayoría, si no todo el trabajo de preparación antes de pintar.
También se trató en cada vehículo su historial de servicio, defectos de la carrocería (por ejemplo, óxido, abolladuras), interiores gastados y accesorios. Los vehículos que han estado inactivos durante largos períodos de tiempo o adquiridos fuera del Reino Unido se restauran y se modifican para pasar las estrictas pruebas MOT ( Ministry Of Transport Test ) del país.

### Primera parte
- Mike comienza con un presupuesto para comprar y luego reparar un vehículo.
- Mike da una breve historia de los méritos del modelo elegido del vehículo.
- Mike localiza, prueba, negocia y compra el vehículo (por lo general la compra se sella con un apretón de manos y Mike triunfalmente que expresa a la cámara que acaba de comprar un <nombre del vehículo>). (A partir de la serie 5, se mostraron coches que Mike quería comprar, pero que requerían mucho trabajo. Esto también se llevó a cabo en la Serie 1, Episodio 7)
- Mike le lleva el vehículo a Edd, y juntos evalúan sus necesidades, a menudo Edd critica la elección del vehículo de Mike por su mal estado y por necesitar mucho trabajo. (En las Series 1-4 mostraban un truco de cámara que tenía "múltiples clones" de Edd trabajando en el vehículo. Esto fue eliminado a partir de la serie 5).
- Edd comienza el trabajo, proporcionando evaluaciones y sus desafíos.
- Mike pasa por el taller de Edd para una visión general del progreso, y se revisan los gastos. A menudo, Mike ridiculiza a Edd en su trabajo si se ha gastado en repuestos o reparaciones, si el coche se ve sin cambios o si no ha sido desmontado ni preparado para un repintado.

### Segunda parte
- Se hace una rápida revisión del primer episodio (para las temporadas donde cada proyecto se divide en dos episodios)
- Mike (a menudo) sale de viaje para adquirir algunas piezas necesarias.
- Mike se entrevista con el propietario de un vehículo similar en las mejores condiciones, después conduce y habla sobre el coche. (Esta característica fue eliminada a partir de la serie 5).
- Edd termina el trabajo en el vehículo del proyecto que se muestra posteriormente en una plataforma giratoria.
- Mike vuelve al taller y habla con Edd del vehículo terminado.
- Hay un recuento final de los gastos.
- Mike conduce el auto terminado, y evalúa las mejoras. (A partir de la serie 5, Mike y Edd prueban el vehículo terminado y discuten sobre su valor de reventa.)
- Mike vende el vehículo a un nuevo propietario (después del inevitable regateo). El acuerdo se sella cuando Mike dice "Dame tu mano, acabas de comprar un <nombre del vehículo>!" y sacude la mano del nuevo comprador.
- Mike resume el precio final de venta y la ganancia obtenida (o en raras ocasiones, la pérdida) y por lo general indica que han rescatado otro vehículo para ser disfrutado por el nuevo propietario. (A partir de la serie 5, se muestran los posibles compradores que no pudieron comprar el coche.)

## Reparto
- Mike Brewer utiliza sus habilidades como un exvendedor de coches para buscar y comprar coches usados para ser restaurados y vendidos con fines de lucro. También es responsable de la adquisición de piezas de repuesto y, a veces, de los especialistas para la restauración de piezas costosas.

- Edd China es el mecánico y copresentador del programa hasta la temporada 13, hace gran parte del trabajo de restauración y mecánica, y ofrece a los televidentes consejos sobre cómo solucionar y resolver diversos problemas con el coche, así como una estimación del precio que cobraría un taller por este tipo de reparaciones.[1]

- Ant Anstead es el mecánico que sustituye a Edd China tras su marcha del programa.[2]

- Paul Brackley, asesor técnico de la serie, hace apariciones esporádicas para ayudar a Edd a transportar piezas o equipos pesados en el taller, cuando Edd necesita asistencia adicional (por ejemplo, cuando Edd está sangrando el líquido de freno / embrague mientras el vehículo está en marcha), y ayudando a Mike a remolcar al taller vehículos que no funcionan o que no han aprobado las pruebas MOT.
- Marc "Elvis" Priestley es el mécanico que sustituirá a Ant Anstead a partir de la Temporada 17 ( 2022 ). Exmecánico de Fórmula 1, Priestley ya había hecho una aparición anterior coprotagonizando junto a Brewer Joyas Sobre Ruedas: Coches Alucinantes.

### Apariciones en otros programas
Mike Brewer aparece en el episodio de 2 de junio de 2013 de Overhaulin', donde Chip Foose le muestra a Mike un Lotus Europa de 1972 que está personalizando.
Brewer también apareció en algunos episodios de Joyas Sobre Ruedas Francia.

## Fechas de emisión

### Wheeler Dealers
De la Temporada 1 a la 6 cada vehículo estaba cubierto en dos episodios de media hora (incluyendo pausas publicitarias). De la Temporada 7 en adelante cada vehículo estaba cubierto en un sólo episodio de una hora.
| Temporada | Temporada | Capítulos | Emisión               | Emisión                  |
| Temporada | Temporada | Capítulos | Inicio temporada      | Final temporada          |
| --------- | --------- | --------- | --------------------- | ------------------------ |
|           | 1         | 12        | 7 de octubre de 2003  | 11 de noviembre de 2003  |
|           | 2         | 12        | 10 de agosto de 2004  | 16 de septiembre de 2004 |
|           | 3         | 12        | 23 de agosto de 2005  | 27 de septiembre de 2005 |
|           | 4         | 12        | 29 de agosto de 2006  | 3 de octubre de 2006     |
|           | 5         | 12        | 28 de octubre de 2008 | 6 de diciembre de 2008   |
|           | 6         | 20        | 5 de mayo de 2009     | 17 de noviembre de 2009  |
|           | 7         | 10        | 4 de mayo de 2010     | 9 de noviembre de 2010   |
|           | 8         | 10        | 5 de abril de 2011    | 1 de noviembre de 2011   |
|           | 9         | 15        | 20 de marzo de 2012   | 6 de noviembre de 2012   |
|           | 10        | 12        | 19 de febrero de 2013 | 22 de octubre de 2013    |
|           | 11        | 14        | 17 de marzo de 2014   | 13 de octubre de 2014    |
|           | 12        | 18        | 23 de marzo de 2015   | 19 de octubre de 2015    |
|           | 13        | 16        | 9 de mayo de 2016     | 16 de enero de 2017      |
|           | 14        | 16        | 5 de octubre de 2017  | 31 de mayo de 2018       |
|           | 15        | 24        | 3 de octubre de 2018  | 3 de diciembre de 2019   |
|           | 16        | 14        | 31 de agosto de 2020  | 22 de febrero de 2021    |
|           | 17        | 20        | 30 de agosto de 2021  | 14 de noviembre de 2022  |
|           | 18        | 20        | 20 de marzo de 2023   | 25 de diciembre de 2023  |

### Joyas Sobre Ruedas por el Mundo
| Temporada | Temporada | Capítulos | Emisión             | Emisión                  |
| Temporada | Temporada | Capítulos | Inicio temporada    | Final temporada          |
| --------- | --------- | --------- | ------------------- | ------------------------ |
|           | 1         | 6         | 2 de abril de 2013  | 7 de mayo de 2013        |
|           | 2         | 6         | 6 de agosto de 2014 | 10 de septiembre de 2014 |

### Episodios Especiales Top 5
| Capítulo | Top 5             | Emisión             | Emisión |
| --- | ----------------- | ------------------- | ------- |
| 1 | Iconos de los 80s | 5 de junio de 2013  |         |
| - Lancia Delta HF Integrale 8v (2006) - Peugeot 205 GTi 1.9 (2004) - Chevrolet Corvette C4 (2007) - Audi Quattro (2009) - DMC DeLorean (2011) |                   |                     |         |
| |                   |                     |         |
| 2 | Iconos Americanos | 12 de junio de 2013 |         |
| - Dodge Charger (2011) - Chevrolet 3100 Stepside (2011) - Ford Mustang Fastback (2012) - Willys MB (2012) - Chevrolet BelAir 210 (2011)       |                   |                     |         |
| |                   |                     |         |
| 3 | Micro Coches      | 19 de junio de 2013 |         |
| - Mini Moke (2011) - Lotus Elan S3 (2010) - Fiat 500 (2008) - BMW Isetta 300 (2012) - Austin Mini Mk1 (2003)                                  |                   |                     |         |
| |                   |                     |         |
| 4 | Performance Cars  | 26 de junio de 2013 |         |
| - Porsche 944 Turbo (2009) - Ford Sierra Sapphire RS Cosworth (2010) - BMW M5 E39 (2012) - Lotus Esprit S3 (2008) - Nissan Skyline R33 (2012) |                   |                     |         |
| |                   |                     |         |
| 5 | Viewer's Choice   | 3 de julio de 2013  |         |
| - Volkswagen Type 2 T2 (2010) - Jaguar E-Type Series 3 (2011) - Morgan +4 (2012) - Ferrari Dino 308 GT4 (2009) - Gardner Douglas Cobra (2012) |                   |                     |         |
| |                   |                     |         |

## Episodios
A continuación se muestra la lista de coches que aparecen en cada temporada.

### Temporada 1 (2003)
1. 1983 Porsche 924
2. 1985 Saab 900 Turbo
3. 1983 Volkswagen Golf Mk1 GTI
4. 1967 Austin Mini Mk1
5. 1984 Mercedes-Benz W123 230E
6. 1986 Ford Capri Laser 1.6

#### Datos
| Temporada 1 (2003) | Temporada 1 (2003) | Temporada 1 (2003) | Temporada 1 (2003) | Temporada 1 (2003) | Temporada 1 (2003) | Temporada 1 (2003) | Temporada 1 (2003)      | Temporada 1 (2003) | Temporada 1 (2003) | Temporada 1 (2003)      |
| Nº Programa        | Nº Programa        | Vehículo           | Vehículo           | Vehículo           | Presupuesto        | Compra             | Valor tras restauración | Venta              | Beneficio          | Emisión                 |
| Total              | Temp.              | Marca              | Modelo             | Año                | Presupuesto        | Compra             | Valor tras restauración | Venta              | Beneficio          | Emisión                 |
| ------------------ | ------------------ | ------------------ | ------------------ | ------------------ | ------------------ | ------------------ | ----------------------- | ------------------ | ------------------ | ----------------------- |
| 1                  | 1                  | Porsche            | 924                | 1983               | £1.000             | £700               | £1.010                  | £1.500             | + £490             | 7 de octubre de 2003    |
| 2                  | 2                  | Porsche            | 924                | 1983               | £1.000             | £700               | £1.010                  | £1.500             | + £490             | 7 de octubre de 2003    |
| 3                  | 3                  | Saab               | 900 Turbo          | 1985               | £1.000             | £600               | £1.035                  | £1.200             | + £165             | 14 de octubre de 2003   |
| 4                  | 4                  | Saab               | 900 Turbo          | 1985               | £1.000             | £600               | £1.035                  | £1.200             | + £165             | 14 de octubre de 2003   |
| 5                  | 5                  | Volkswagen         | Golf Mk1 GTI       | 1983               | £1.000             | £650               | £1.165                  | £1.550             | + £385             | 21 de octubre de 2003   |
| 6                  | 6                  | Volkswagen         | Golf Mk1 GTI       | 1983               | £1.000             | £650               | £1.165                  | £1.550             | + £385             | 21 de octubre de 2003   |
| 7                  | 7                  | Austin             | Mini Mk1           | 1967               | £1.000             | £300               | £1.100                  | £1.300             | + £200             | 28 de octubre de 2003   |
| 8                  | 8                  | Austin             | Mini Mk1           | 1967               | £1.000             | £300               | £1.100                  | £1.300             | + £200             | 28 de octubre de 2003   |
| 9                  | 9                  | Mercedes-Benz      | W123 230E          | 1984               | £1.000             | £400               | £977                    | £1.500             | + £523             | 4 de noviembre de 2003  |
| 10                 | 10                 | Mercedes-Benz      | W123 230E          | 1984               | £1.000             | £400               | £977                    | £1.500             | + £523             | 4 de noviembre de 2003  |
| 11                 | 11                 | Ford               | Capri Laser 1.6    | 1986               | £1.000             | £400               | £945                    | £700               | - £245             | 11 de noviembre de 2003 |
| 12                 | 12                 | Ford               | Capri Laser 1.6    | 1986               | £1.000             | £400               | £945                    | £700               | - £245             | 11 de noviembre de 2003 |
| Total temporada 1  | Total temporada 1  | Total temporada 1  | Total temporada 1  | Total temporada 1  | £6.000             | £3.050             | £6.232                  | £7.750             | £1.518             | 2003                    |

### Temporada 2 (2004)
1. 1988 Toyota MR2 MKI
2. 1990 Peugeot 205 GTi 1.9
3. 1985 Suzuki SJ410
4. 1989 BMW 325i Touring
5. 1977 MGB GT
6. 1969 Predator Beach Buggy

#### Datos
| Temporada 2 (2004) | Temporada 2 (2004) | Temporada 2 (2004) | Temporada 2 (2004)   | Temporada 2 (2004) | Temporada 2 (2004) | Temporada 2 (2004) | Temporada 2 (2004)      | Temporada 2 (2004) | Temporada 2 (2004) | Temporada 2 (2004)       |
| Nº Programa        | Nº Programa        | Vehículo           | Vehículo             | Vehículo           | Presupuesto        | Compra             | Valor tras restauración | Venta              | Beneficio          | Emisión                  |
| Total              | Temp.              | Marca              | Modelo               | Año                | Presupuesto        | Compra             | Valor tras restauración | Venta              | Beneficio          | Emisión                  |
| ------------------ | ------------------ | ------------------ | -------------------- | ------------------ | ------------------ | ------------------ | ----------------------- | ------------------ | ------------------ | ------------------------ |
| 13                 | 1                  | Toyota             | MR2                  | 1988               | £2.000             | £500               | £1.278                  | £1.900             | + £622             | 10 de agosto de 2004     |
| 14                 | 2                  | Toyota             | MR2                  | 1988               | £2.000             | £500               | £1.278                  | £1.900             | + £622             | 10 de agosto de 2004     |
| 15                 | 3                  | Peugeot            | 205 GTi 1.9          | 1990               | £2.000             | £1.000             | £1.653                  | £2.200             | + £547             | 17 de agosto de 2004     |
| 16                 | 4                  | Peugeot            | 205 GTi 1.9          | 1990               | £2.000             | £1.000             | £1.653                  | £2.200             | + £547             | 17 de agosto de 2004     |
| 17                 | 5                  | Suzuki             | SJ410                | 1985               | £2.000             | £250               | £1.270                  | £500               | - £770             | 24 de agosto de 2004     |
| 18                 | 6                  | Suzuki             | SJ410                | 1985               | £2.000             | £250               | £1.270                  | £500               | - £770             | 24 de agosto de 2004     |
| 19                 | 7                  | BMW                | 325i Touring         | 1989               | £2.000             | £950               | £1.792,50               | £1.900             | + £107,50          | 2 de septiembre de 2004  |
| 20                 | 8                  | BMW                | 325i Touring         | 1989               | £2.000             | £950               | £1.792,50               | £1.900             | + £107,50          | 2 de septiembre de 2004  |
| 21                 | 9                  | MG                 | MGB GT               | 1977               | £2.000             | £1.000             | £2.600                  | £2.850             | + £250             | 9 de septiembre de 2004  |
| 22                 | 10                 | MG                 | MGB GT               | 1977               | £2.000             | £1.000             | £2.600                  | £2.850             | + £250             | 9 de septiembre de 2004  |
| 23                 | 11                 | Volkswagen         | Predator Beach Buggy | 1969               | £2.000             | £200               | £3.700                  | £3.900             | + £200             | 16 de septiembre de 2004 |
| 24                 | 12                 | Volkswagen         | Predator Beach Buggy | 1969               | £2.000             | £200               | £3.700                  | £3.900             | + £200             | 16 de septiembre de 2004 |
| Total temporada 2  | Total temporada 2  | Total temporada 2  | Total temporada 2    | Total temporada 2  | £12.000            | £3.900             | £12.293,50              | £13.250            | £956,50            | 2004                     |

### Temporada 3 (2005)
1. 1989 Volkswagen Transporter T3
2. 1989 Lancia Delta HF Integrale 8v
3. 1987 Mercedes-Benz 190E 2.3-16 Cosworth
4. 1989 Range Rover Series I Vogue SE
5. 1990 Mazda MX-5 NA
6. 1978 Porsche 928

#### Datos
| Temporada 3 (2005) | Temporada 3 (2005) | Temporada 3 (2005) | Temporada 3 (2005)            | Temporada 3 (2005) | Temporada 3 (2005) | Temporada 3 (2005) | Temporada 3 (2005)      | Temporada 3 (2005) | Temporada 3 (2005) | Temporada 3 (2005)       |
| Nº Programa        | Nº Programa        | Vehículo           | Vehículo                      | Vehículo           | Presupuesto        | Compra             | Valor tras restauración | Venta              | Beneficio          | Emisión                  |
| Total              | Temp.              | Marca              | Modelo                        | Año                | Presupuesto        | Compra             | Valor tras restauración | Venta              | Beneficio          | Emisión                  |
| ------------------ | ------------------ | ------------------ | ----------------------------- | ------------------ | ------------------ | ------------------ | ----------------------- | ------------------ | ------------------ | ------------------------ |
| 25                 | 1                  | Volkswagen         | Transporter T3                | 1989               | £3.000             | £1.100             | £3.825                  | £1.500             | - £2.325           | 23 de agosto de 2005     |
| 26                 | 2                  | Volkswagen         | Transporter T3                | 1989               | £3.000             | £1.100             | £3.825                  | £1.500             | - £2.325           | 23 de agosto de 2005     |
| 27                 | 3                  | Lancia             | Delta HF Integrale 8v         | 1989               | £3.000             | £2.300             | £3.087                  | £3.800             | + £713             | 30 de agosto de 2005     |
| 28                 | 4                  | Lancia             | Delta HF Integrale 8v         | 1989               | £3.000             | £2.300             | £3.087                  | £3.800             | + £713             | 30 de agosto de 2005     |
| 29                 | 5                  | Mercedes-Benz      | 190E 2.3-16 Cosworth          | 1987               | £3.000             | £2.700             | £3.585                  | £3.500             | - £85              | 6 de septiembre de 2005  |
| 30                 | 6                  | Mercedes-Benz      | 190E 2.3-16 Cosworth          | 1987               | £3.000             | £2.700             | £3.585                  | £3.500             | - £85              | 6 de septiembre de 2005  |
| 31                 | 7                  | Land Rover         | Range Rover Series I Vogue SE | 1989               | £3.000             | £1.600             | £2.035                  | £2.000             | - £35              | 13 de septiembre de 2005 |
| 32                 | 8                  | Land Rover         | Range Rover Series I Vogue SE | 1989               | £3.000             | £1.600             | £2.035                  | £2.000             | - £35              | 13 de septiembre de 2005 |
| 33                 | 9                  | Mazda              | MX-5 NA                       | 1990               | £3.000             | £1.600             | £2.715                  | £3.600             | + £885             | 20 de septiembre de 2005 |
| 34                 | 10                 | Mazda              | MX-5 NA                       | 1990               | £3.000             | £1.600             | £2.715                  | £3.600             | + £885             | 20 de septiembre de 2005 |
| 35                 | 11                 | Porsche            | 928                           | 1978               | £3.000             | £1.600             | £4.950                  | £6.000             | + £1.050           | 27 de septiembre de 2005 |
| 36                 | 12                 | Porsche            | 928                           | 1978               | £3.000             | £1.600             | £4.950                  | £6.000             | + £1.050           | 27 de septiembre de 2005 |
| Total temporada 3  | Total temporada 3  | Total temporada 3  | Total temporada 3             | Total temporada 3  | £18.000            | £10.900            | £20.197                 | £20.400            | £203               | 2005                     |

### Temporada 4 (2006)
1. 1976 Porsche 911 2.7S Targa
2. 1983 Jeep CJ7
3. 1972 Alfa Romeo Spider Veloce
4. 1985 BMW 635Csi
5. 1984 Chevrolet Corvette C4
6. 1992 Lexus LS400

#### Datos
| Temporada 4 (2006) | Temporada 4 (2006) | Temporada 4 (2006) | Temporada 4 (2006) | Temporada 4 (2006) | Temporada 4 (2006) | Temporada 4 (2006) | Temporada 4 (2006)      | Temporada 4 (2006) | Temporada 4 (2006) | Temporada 4 (2006)       |
| Nº Programa        | Nº Programa        | Vehículo           | Vehículo           | Vehículo           | Presupuesto        | Compra             | Valor tras restauración | Venta              | Beneficio          | Emisión                  |
| Total              | Temp.              | Marca              | Modelo             | Año                | Presupuesto        | Compra             | Valor tras restauración | Venta              | Beneficio          | Emisión                  |
| ------------------ | ------------------ | ------------------ | ------------------ | ------------------ | ------------------ | ------------------ | ----------------------- | ------------------ | ------------------ | ------------------------ |
| 37                 | 1                  | Porsche            | 911 2.7S Targa     | 1976               | £6.000             | £5.000             | £7.040                  | £8.450             | £1.410             | 29 de agosto de 2006     |
| 38                 | 2                  | Porsche            | 911 2.7S Targa     | 1976               | £6.000             | £5.000             | £7.040                  | £8.450             | £1.410             | 29 de agosto de 2006     |
| 39                 | 3                  | Jeep               | CJ7                | 1983               | £4.000             | £1.100             | £3.772                  | £3.900             | £128               | 5 de septiembre de 2006  |
| 40                 | 4                  | Jeep               | CJ7                | 1983               | £4.000             | £1.100             | £3.772                  | £3.900             | £128               | 5 de septiembre de 2006  |
| 41                 | 5                  | Alfa Romeo         | Spider Veloce      | 1972               | £4.000             | £2.200             | £3.125                  | £4.500             | £1.375             | 12 de septiembre de 2006 |
| 42                 | 6                  | Alfa Romeo         | Spider Veloce      | 1972               | £4.000             | £2.200             | £3.125                  | £4.500             | £1.375             | 12 de septiembre de 2006 |
| 43                 | 7                  | BMW                | 635Csi             | 1985               | £4.000             | £2.000             | £3.060                  | £3.700             | £640               | 19 de septiembre de 2006 |
| 44                 | 8                  | BMW                | 635Csi             | 1985               | £4.000             | £2.000             | £3.060                  | £3.700             | £640               | 19 de septiembre de 2006 |
| 45                 | 9                  | Chevrolet          | Corvette C4        | 1984               | £4.000             | £2.100             | £3.021                  | £3.800             | £779               | 26 de septiembre de 2006 |
| 46                 | 10                 | Chevrolet          | Corvette C4        | 1984               | £4.000             | £2.100             | £3.021                  | £3.800             | £779               | 26 de septiembre de 2006 |
| 47                 | 11                 | Lexus              | LS400              | 1992               | £4.000             | £1.300             | £3.108                  | £3.300             | £192               | 3 de octubre de 2006     |
| 48                 | 12                 | Lexus              | LS400              | 1992               | £4.000             | £1.300             | £3.108                  | £3.300             | £192               | 3 de octubre de 2006     |
| Total temporada 4  | Total temporada 4  | Total temporada 4  | Total temporada 4  | Total temporada 4  | £26.000            | £13.700            | £23.126                 | £27.650            | £4.524             | 2006                     |

### Temporada 5 (On The Road) (2008)
1. 1983 Mercedes-Benz 280 SL
2. 1982 Lotus Esprit S3
3. 1971 Fiat 500 L
4. 1981 Land Rover Series III Stage One V8
5. 1974 Citroën DSuper 5
6. 1984 Bentley Mulsanne Turbo

#### Datos
| Temporada 5 (2008) | Temporada 5 (2008) | Temporada 5 (2008) | Temporada 5 (2008)      | Temporada 5 (2008) | Temporada 5 (2008) | Temporada 5 (2008) | Temporada 5 (2008)      | Temporada 5 (2008) | Temporada 5 (2008) | Temporada 5 (2008)                       |
| Nº Programa        | Nº Programa        | Vehículo           | Vehículo                | Vehículo           | Presupuesto        | Compra             | Valor tras restauración | Venta              | Beneficio          | Emisión                                  |
| Total              | Temp.              | Marca              | Modelo                  | Año                | Presupuesto        | Compra             | Valor tras restauración | Venta              | Beneficio          | Emisión                                  |
| ------------------ | ------------------ | ------------------ | ----------------------- | ------------------ | ------------------ | ------------------ | ----------------------- | ------------------ | ------------------ | ---------------------------------------- |
| 49                 | 1                  | Mercedes-Benz      | 280 SL                  | 1983               | £5.000             | 6.900€ (£5.400)    | £6.920                  | £7.900             | +£980              | 28 de octubre de 2008 (Munich, Alemania) |
| 50                 | 2                  | Mercedes-Benz      | 280 SL                  | 1983               | £5.000             | 6.900€ (£5.400)    | £6.920                  | £7.900             | +£980              | 28 de octubre de 2008 (Munich, Alemania) |
| 51                 | 3                  | Lotus              | Esprit S3               | 1982               | £5.000             | £3.600             | £4.385                  | £6.200             | +£1.815            | 4 de noviembre de 2008                   |
| 52                 | 4                  | Lotus              | Esprit S3               | 1982               | £5.000             | £3.600             | £4.385                  | £6.200             | +£1.815            | 4 de noviembre de 2008                   |
| 53                 | 5                  | Fiat 500           | 500 L                   | 1971               | £5.000             | 2.900€ (£2.300)    | £5.700                  | £6.500             | +£800              | 11 de noviembre de 2008 (Turín, Italia)  |
| 54                 | 6                  | Fiat 500           | 500 L                   | 1971               | £5.000             | 2.900€ (£2.300)    | £5.700                  | £6.500             | +£800              | 11 de noviembre de 2008 (Turín, Italia)  |
| 55                 | 7                  | Land Rover         | Series III Stage One V8 | 1981               | £5.000             | £1.000             | £2.230                  | £2.750             | +£520              | 18 de noviembre de 2008                  |
| 56                 | 8                  | Land Rover         | Series III Stage One V8 | 1981               | £5.000             | £1.000             | £2.230                  | £2.750             | +£520              | 18 de noviembre de 2008                  |
| 57                 | 9                  | Citroën            | DSuper 5                | 1974               | £5.000             | 4.800€ (£3.800)    | £5.185                  | £7.000             | +£1.815            | 25 de noviembre de 2008 (Lyon, Francia)  |
| 58                 | 10                 | Citroën            | DSuper 5                | 1974               | £5.000             | 4.800€ (£3.800)    | £5.185                  | £7.000             | +£1.815            | 25 de noviembre de 2008 (Lyon, Francia)  |
| 59                 | 11                 | Bentley            | Mulsanne Turbo          | 1984               | £5.000             | £3.250             | £6.200                  | £8.000             | +£1.800            | 2 de diciembre de 2008                   |
| 60                 | 12                 | Bentley            | Mulsanne Turbo          | 1984               | £5.000             | £3.250             | £6.200                  | £8.000             | +£1.800            | 2 de diciembre de 2008                   |
| Total temporada 5  | Total temporada 5  | Total temporada 5  | Total temporada 5       | Total temporada 5  | £30.000            | £19.350            | £30.620                 | £38.350            | £7.730             | 2008                                     |

### Temporada 6 (2009)
1. 1980 Triumph Spitfire 1500
2. 1987 Porsche 944 Turbo
3. 1986 Audi Quattro
4. 1960 Volkswagen Beetle
5. 1989 Jaguar XJS 3.6
6. 1975 Ferrari Dino 308 GT4
7. 1988 Mini City 1000
8. 1989 TVR S2
9. 1995 Land Rover Discovery mk1 TDI
10. 1996 BMW M3 E36 Convertible

#### Datos
| Temporada 6 (2009) | Temporada 6 (2009) | Temporada 6 (2009) | Temporada 6 (2009) | Temporada 6 (2009) | Temporada 6 (2009) | Temporada 6 (2009) | Temporada 6 (2009)      | Temporada 6 (2009) | Temporada 6 (2009) | Temporada 6 (2009)      |
| Nº Programa        | Nº Programa        | Vehículo           | Vehículo           | Vehículo           | Presupuesto        | Compra             | Valor tras restauración | Venta              | Beneficio          | Emisión                 |
| Total              | Temp.              | Marca              | Modelo             | Año                | Presupuesto        | Compra             | Valor tras restauración | Venta              | Beneficio          | Emisión                 |
| ------------------ | ------------------ | ------------------ | ------------------ | ------------------ | ------------------ | ------------------ | ----------------------- | ------------------ | ------------------ | ----------------------- |
| 61                 | 1                  | Triumph            | Spitfire 1500      | 1980               | £5.000             | £2.400             | £3.432                  | £4.600             | +£1.168            | 5 de mayo de 2009       |
| 62                 | 2                  | Triumph            | Spitfire 1500      | 1980               | £5.000             | £2.400             | £3.432                  | £4.600             | +£1.168            | 5 de mayo de 2009       |
| 63                 | 3                  | Porsche            | 944 Turbo          | 1987               | £5.000             | £2.800             | £5.660                  | £6.650             | +£990              | 12 de mayo de 2009      |
| 64                 | 4                  | Porsche            | 944 Turbo          | 1987               | £5.000             | £2.800             | £5.660                  | £6.650             | +£990              | 12 de mayo de 2009      |
| 65                 | 5                  | Audi               | Quattro            | 1986               | £5.000             | £3.800             | £4.568                  | £5.450             | +£882              | 19 de mayo de 2009      |
| 66                 | 6                  | Audi               | Quattro            | 1986               | £5.000             | £3.800             | £4.568                  | £5.450             | +£882              | 19 de mayo de 2009      |
| 67                 | 7                  | Volkswagen         | Beetle             | 1960               | £5.000             | £1.600             | £4.809                  | £6.600             | +£1.791            | 26 de mayo de 2009      |
| 68                 | 8                  | Volkswagen         | Beetle             | 1960               | £5.000             | £1.600             | £4.809                  | £6.600             | +£1.791            | 26 de mayo de 2009      |
| 69                 | 9                  | Jaguar             | XJS 3.6            | 1989               | £5.000             | £1.000             | £1.691                  | £2.450             | +£759              | 2 de junio de 2009      |
| 70                 | 10                 | Jaguar             | XJS 3.6            | 1989               | £5.000             | £1.000             | £1.691                  | £2.450             | +£759              | 2 de junio de 2009      |
| 71                 | 11                 | Ferrari            | Dino 308 GT4       | 1975               | £10.000            | £8.750             | £11.880                 | £13.000            | +£1.120            | 20 de octubre de 2009   |
| 72                 | 12                 | Ferrari            | Dino 308 GT4       | 1975               | £10.000            | £8.750             | £11.880                 | £13.000            | +£1.120            | 20 de octubre de 2009   |
| 73                 | 13                 | Mini               | City 1000          | 1988               | £5.000             | £700               | £2.290                  | £2.600             | +£310              | 27 de octubre de 2009   |
| 74                 | 14                 | Mini               | City 1000          | 1988               | £5.000             | £700               | £2.290                  | £2.600             | +£310              | 27 de octubre de 2009   |
| 75                 | 15                 | TVR                | S2                 | 1989               | £5.000             | £2.550             | £3.040                  | £4.250             | +£1.210            | 3 de noviembre de 2009  |
| 76                 | 16                 | TVR                | S2                 | 1989               | £5.000             | £2.550             | £3.040                  | £4.250             | +£1.210            | 3 de noviembre de 2009  |
| 77                 | 17                 | Land Rover         | Discovery mk1 TDI  | 1995               | £5.000             | £1.500             | £2.731                  | £3.000             | +£269              | 10 de noviembre de 2009 |
| 78                 | 18                 | Land Rover         | Discovery mk1 TDI  | 1995               | £5.000             | £1.500             | £2.731                  | £3.000             | +£269              | 10 de noviembre de 2009 |
| 79                 | 19                 | BMW                | M3 E36 Convertible | 1996               | £5.000             | £4.500             | £5.580                  | £5.950             | +£370              | 17 de noviembre de 2009 |
| 80                 | 20                 | BMW                | M3 E36 Convertible | 1996               | £5.000             | £4.500             | £5.580                  | £5.950             | +£370              | 17 de noviembre de 2009 |
| Total temporada 6  | Total temporada 6  | Total temporada 6  | Total temporada 6  | Total temporada 6  | £55.000            | £29.600            | £45.861                 | £54.550            | £8.869             | 2009                    |

### Temporada 7 (2010)
1. 1973 Jensen Interceptor
2. 1990 Ford Sierra Cosworth
3. 1979 Volkswagen Tipo 2
4. 1995 BMW 840i
5. 1972 Triumph Stag
6. 1970 Bond Bug 700ES
7. 1968 Volvo P1800
8. 1989 Land Rover Defender 90
9. 2001 Subaru Impreza WRX
10. 1968 Lotus Elan S3

#### Datos
| Temporada 7 (2010) | Temporada 7 (2010) | Temporada 7 (2010) | Temporada 7 (2010) | Temporada 7 (2010) | Temporada 7 (2010) | Temporada 7 (2010) | Temporada 7 (2010)      | Temporada 7 (2010) | Temporada 7 (2010) | Temporada 7 (2010)     |
| Nº Programa        | Nº Programa        | Vehículo           | Vehículo           | Vehículo           | Presupuesto        | Compra             | Valor tras restauración | Venta              | Beneficio          | Emisión                |
| Total              | Temp.              | Marca              | Modelo             | Año                | Presupuesto        | Compra             | Valor tras restauración | Venta              | Beneficio          | Emisión                |
| ------------------ | ------------------ | ------------------ | ------------------ | ------------------ | ------------------ | ------------------ | ----------------------- | ------------------ | ------------------ | ---------------------- |
| 81                 | 1                  | Jensen             | Interceptor        | 1973               | £5.000             | £5.000             | £5.430                  | £6.500             | £1.070             | 4 de mayo de 2010      |
| 82                 | 2                  | Ford               | Sierra Cosworth    | 1990               | £5.000             | £4.100             | £5.920                  | £6.200             | £280               | 11 de mayo de 2010     |
| 83                 | 3                  | Volkswagen         | Tipo 2             | 1979               | £5.000             | £2.500             | £8.465                  | £9.450             | £985               | 18 de mayo de 2010     |
| 84                 | 4                  | BMW                | 840i               | 1995               | £5.000             | £3.500             | £5.040                  | £5.750             | £710               | 25 de mayo de 2010     |
| 85                 | 5                  | Triumph            | Stag               | 1972               | £5.000             | £3.400             | £4.529                  | £5.500             | £971               | 1 de junio de 2010     |
| 86                 | 6                  | Bond               | Bug 700ES          | 1970               | £5.000             | £2.500             | £3.261                  | £5.550             | £2.289             | 12 de octubre de 2010  |
| 87                 | 7                  | Volvo              | P1800              | 1968               | £5.000             | £5.000             | £5.795                  | £8.350             | £2.555             | 19 de octubre de 2010  |
| 88                 | 8                  | Land Rover         | Defender 90        | 1989               | £5.000             | £3.000             | £5.677                  | £6.000             | £323               | 26 de octubre de 2010  |
| 89                 | 9                  | Subaru             | Impreza WRX        | 2001               | £5.000             | £3.250             | £5.255                  | £5.400             | £145               | 2 de noviembre de 2010 |
| 90                 | 10                 | Lotus              | Elan S3            | 1968               | £10.000            | £8.500             | £11.685                 | £16.700            | £5.015             | 9 de noviembre de 2010 |
| Total temporada 7  | Total temporada 7  | Total temporada 7  | Total temporada 7  | Total temporada 7  | £50.000            | £40.750            | £61.057                 | £75.400            | £14.343            | 2010                   |

### Temporada 8 (2011)
1. 1973 Jaguar E-Type
2. 1979 Mini Moke
3. 2001 Range Rover P38 4.0 V8 HSE
4. 1959 Austin-Healey Sprite
5. 2002 Saab 9-3
6. 1970 Dodge Charger r/t
7. 1982 DMC DeLorean
8. 1954 Chevrolet 3100 Stepside
9. 1969 Volkswagen Karmann Ghia Cabriolet
10. 1957 Chevrolet Bel Air 210

#### Datos
| Temporada 8 (2011) | Temporada 8 (2011) | Temporada 8 (2011) | Temporada 8 (2011)         | Temporada 8 (2011) | Temporada 8 (2011) | Temporada 8 (2011) | Temporada 8 (2011)      | Temporada 8 (2011) | Temporada 8 (2011) | Temporada 8 (2011)                                      |
| Nº Programa        | Nº Programa        | Vehículo           | Vehículo                   | Vehículo           | Presupuesto        | Compra             | Valor tras restauración | Venta              | Beneficio          | Emisión                                                 |
| Total              | Temp.              | Marca              | Modelo                     | Año                | Presupuesto        | Compra             | Valor tras restauración | Venta              | Beneficio          | Emisión                                                 |
| ------------------ | ------------------ | ------------------ | -------------------------- | ------------------ | ------------------ | ------------------ | ----------------------- | ------------------ | ------------------ | ------------------------------------------------------- |
| 91                 | 1                  | Jaguar             | E-Type                     | 1973               | £15.000            | £13.250            | £16.090                 | £18.500            | £2.410             | 5 de abril de 2011                                      |
| 92                 | 2                  | Mini               | Moke                       | 1979               | £7.000             | £5.800             | £7.080                  | £7.200             | £120               | 12 de abril de 2011                                     |
| 93                 | 3                  | Land Rover         | Range Rover P38 4.0 V8 HSE | 2001               | £3.000             | £2.100,36          | £3.042                  | £3.500             | £458               | 19 de abril de 2011                                     |
| 94                 | 4                  | Austin-Healey      | Sprite                     | 1959               | £5.000             | £4.500             | £7.475                  | £8.600             | £1.125             | 26 de abril de 2011                                     |
| 95                 | 5                  | Saab               | 9-3                        | 2002               | £3.000             | £2.400             | £3.360                  | £3.750             | £390               | 3 de mayo de 2011                                       |
| 96                 | 6                  | Dodge              | Charger r/t                | 1970               | £15.000            | 23.000 $ £14.000   | £18.160                 | £20.000            | £1.840             | 4 de octubre de 2011 (Dallas, Texas, EEUU)              |
| 97                 | 7                  | DMC                | DeLorean                   | 1982               | £10.000            | 15.500 $ £9.650    | £14.715                 | £20.500            | £5.785             | 11 de octubre de 2011 (Auburn, California, EEUU)        |
| 98                 | 8                  | Chevrolet          | 3100 Stepside              | 1954               | £10.000            | 8.650 $ £5.400     | £10.993                 | £13.600            | £2.607             | 18 de octubre de 2011 (San Francisco, California, EEUU) |
| 99                 | 9                  | Volkswagen         | Karmann Ghia Cabriolet     | 1969               | £10.000            | 10.000 $ £6.000    | £10.450                 | £11.500            | £1.050             | 25 de octubre de 2011 (Boise, Idaho, EEUU)              |
| 100                | 10                 | Chevrolet          | Bel Air 210                | 1957               | £10.000            | 6.700 $ £4.000     | £13.504                 | £16.000            | £2.496             | 1 de noviembre de 2011 (Sarasota, Florida, EEUU)        |
| Total temporada 8  | Total temporada 8  | Total temporada 8  | Total temporada 8          | Total temporada 8  | £88.000            | £67.100,36         | £104.869                | £123.150           | £18.281            | 2011                                                    |

### Temporada 9 (2012)
1. 1970 Fiat Dino Coupe 2400
2. 1992 Morgan +4
3. 2000 BMW M5
4. 1977 Renault Alpine A310
5. 1974 Porsche 914
6. 1993 Mercedes-Benz G-Wagen
7. 1999 Jaguar XK8
8. 2002 Gardner Douglas Cobra
9. 1960 Jaguar Mark II
10. 1945 Willys MB
11. 1996 Nissan Skyline R33
12. 1975 Triumph TR6
13. 1963 BMW Isetta 300
14. 1967 Ford Mustang Fastback
15. 2000 Mercedes-Benz SLK 200 Kompressor R170

#### Datos
| Temporada 9 (2012) | Temporada 9 (2012) | Temporada 9 (2012) | Temporada 9 (2012)      | Temporada 9 (2012) | Temporada 9 (2012) | Temporada 9 (2012) | Temporada 9 (2012)      | Temporada 9 (2012) | Temporada 9 (2012) | Temporada 9 (2012)                                     |
| Nº Programa        | Nº Programa        | Vehículo           | Vehículo                | Vehículo           | Presupuesto        | Compra             | Valor tras restauración | Venta              | Beneficio          | Emisión                                                |
| Total              | Temp.              | Marca              | Modelo                  | Año                | Presupuesto        | Compra             | Valor tras restauración | Venta              | Beneficio          | Emisión                                                |
| ------------------ | ------------------ | ------------------ | ----------------------- | ------------------ | ------------------ | ------------------ | ----------------------- | ------------------ | ------------------ | ------------------------------------------------------ |
| 101                | 1                  | Fiat               | Dino Coupe 2400         | 1970               | £15.000            | 15.000 € £12.500   | £14.480                 | £15.500            | £1.020             | 20 de marzo de 2012 (Trieste, Italia)                  |
| 102                | 2                  | Morgan             | +4                      | 1992               | £15.000            | £13.000            | £14.600                 | £21.000            | £6.400             | 27 de marzo de 2012                                    |
| 103                | 3                  | BMW                | M5                      | 2000               | £5.000             | £4.000             | £5.770                  | £6.500             | £730               | 3 de abril de 2012                                     |
| 104                | 4                  | Renault            | Alpine A310             | 1977               | £10.000            | 14.000 € £12.000   | £13.500                 | £13.500            | £0                 | 10 de abril de 2012 (Veyre-Monton, Francia)            |
| 105                | 5                  | Porsche            | 914-4                   | 1974               | £5.000             | £4.000             | £5.310                  | £8.250             | £2.940             | 17 de abril de 2012                                    |
| 106                | 6                  | Mercedes-Benz      | 300GE                   | 1993               | £10.000            | £9.500             | £11.463                 | £12.000            | £537               | 24 de abril de 2012                                    |
| 107                | 7                  | Jaguar             | XK8 Convertible         | 1999               | £10.000            | £6.000             | £10.075                 | N/A                | £75                | 1 de mayo de 2012                                      |
| 108                | 8                  | Gardner Douglas    | Cobra                   | 2002               | £20.000            | £17.500            | £21.030                 | £23.000            | £1.970             | 18 de septiembre de 2012                               |
| 109                | 9                  | Jaguar             | Mark II 3.8             | 1960               | £8.000             | £6.800             | £7.804                  | £9.000             | £1.196             | 25 de septiembre de 2012                               |
| 110                | 10                 | Jeep               | Willys MB               | 1945               | £10.000            | 13.000 $ £8.000    | £10.862                 | £16.000            | £5.138             | 2 de octubre de 2012 (San Francisco, California, EEUU) |
| 111                | 11                 | Nissan             | Skyline GTS R33         | 1996               | £3.500             | £3.000             | £3.655                  | £4.500             | £845               | 9 de octubre de 2012                                   |
| 112                | 12                 | Triumph            | TR6                     | 1975               | £7.000             | £6.000             | £7.050                  | £8.500             | £1.450             | 16 de octubre de 2012                                  |
| 113                | 13                 | BMW                | Isetta 300              | 1963               | £10.000            | £6.800             | £10.500                 | £12.000            | £1.500             | 23 de octubre de 2012                                  |
| 114                | 14                 | Ford               | Mustang Fastback        | 1967               | £15.000            | 21.000 $ £13.000   | £18.320                 | £25.000            | £6.680             | 30 de octubre de 2012 (San Diego, California, EEUU)    |
| 115                | 15                 | Mercedes-Benz      | SLK 200 Kompressor R170 | 2000               | £2.800             | £2.010             | £2.955                  | £3.650             | £695               | 6 de noviembre de 2012                                 |
| Total temporada 9  | Total temporada 9  | Total temporada 9  | Total temporada 9       | Total temporada 9  | £146.000           | £124.110           | £157.374                | £178.400           | £31.026            | 2012                                                   |

### Temporada 10 (2013)
1. 1996 Aston Martin DB7
2. 1972 Ford Escort mk1
3. 2002 Range Rover L322 TD6 Vogue
4. 2000 Porsche Boxster S
5. 1966 Morris Minor
6. 1999 TVR Cerbera
7. 1972 Lamborghini Urraco
8. 1958 Ford Popular Hot Rod
9. 1964 Chevrolet Corvette Stingray
10. 1983 FSO Syrena
11. 2002 Lotus Elise
12. 1962 Cadillac Coupe de Ville

#### Datos
| Temporada 10 (2013) | Temporada 10 (2013) | Temporada 10 (2013) | Temporada 10 (2013)        | Temporada 10 (2013) | Temporada 10 (2013) | Temporada 10 (2013) | Temporada 10 (2013)     | Temporada 10 (2013) | Temporada 10 (2013) | Temporada 10 (2013)                                   |
| Nº Programa         | Nº Programa         | Vehículo            | Vehículo                   | Vehículo            | Presupuesto         | Compra              | Valor tras restauración | Venta               | Beneficio           | Emisión                                               |
| Total               | Temp.               | Marca               | Modelo                     | Año                 | Presupuesto         | Compra              | Valor tras restauración | Venta               | Beneficio           | Emisión                                               |
| ------------------- | ------------------- | ------------------- | -------------------------- | ------------------- | ------------------- | ------------------- | ----------------------- | ------------------- | ------------------- | ----------------------------------------------------- |
| 116                 | 1                   | Aston Martin        | DB7                        | 1996                | £13.000             | £12.500             | £14.468                 | £15.000             | £532                | 19 de febrero de 2013                                 |
| 117                 | 2                   | Ford                | Escort mk1                 | 1972                | £5.000              | £4.500              | £8.500                  | £11.800             | £3.300              | 26 de febrero de 2013                                 |
| 118                 | 3                   | Land Rover          | Range Rover L322 TD6 Vogue | 2002                | £5.000              | £5.000              | £9.565                  | £10.500             | £935                | 5 de marzo de 2013                                    |
| 119                 | 4                   | Porsche             | Boxster S                  | 2000                | £5.000              | £1.000              | £3.540                  | £6.400              | £2.860              | 12 de marzo de 2013                                   |
| 120                 | 5                   | Morris              | Minor                      | 1966                | £5.000              | £2.450              | £6.500                  | £8.500              | £2.000              | 19 de marzo de 2013                                   |
| 121                 | 6                   | TVR                 | Cerbera                    | 1999                | £10.000             | £8.000              | £12.850                 | £14.000             | £1.150              | 26 de marzo de 2013                                   |
| 122                 | 7                   | Lamborghini         | Urraco                     | 1972                | £20.000             | 25.000 € £21.380    | £27.236                 | £35.000             | £7.764              | 17 de septiembre de 2013 (Cracovia, Polonia)          |
| 123                 | 8                   | Ford                | Popular Hot Rod            | 1958                | £10.000             | £6.000              | £18.250                 | £23.000             | £4.750              | 24 de septiembre de 2013                              |
| 124                 | 9                   | Chevrolet           | Corvette Stingray          | 1964                | 30.000 $ £20.000    | 29.000 $ £18.100    | £25.280                 | £45.500             | £20.220             | 1 de octubre de 2013 (Healdsburg, California, EEUU)   |
| 125                 | 10                  | FSO                 | Syrena                     | 1983                | N/A                 | 7.000 zł £1.400     | £5.454                  | £8.000              | £2.546              | 8 de octubre de 2013 (Ruda Śląska, Polonia)           |
| 126                 | 11                  | Lotus               | Elise                      | 2002                | £10.000             | £8.400              | £11.550                 | £13.250             | £1.700              | 15 de octubre de 2013                                 |
| 127                 | 12                  | Cadillac            | Coupe de Ville             | 1962                | N/A                 | 5.000 $ £3.000      | £19.550                 | £25.000             | £5.450              | 22 de octubre de 2013 (Culver City, California, EEUU) |
| Total temporada 10  | Total temporada 10  | Total temporada 10  | Total temporada 10         | Total temporada 10  | £103.000            | £91.730             | £162.653                | £215.950            | £53.207             | 2013                                                  |

### Temporada 11 (2014)
1. 1983 Ford Fiesta XR2 Mk1
2. 1996 Porsche 911 993 targa
3. 1995 Mazda RX-7
4. 1958 Citroën 2CV
5. 2000 Maserati 3200 GT
6. 1968 Chevrolet Camaro
7. 1967 Amphicar Model 770
8. 1957 Ford Thunderbird
9. 1976 Jaguar XJ-C
10. 2001 Audi TT Mk1
11. 1967 Volkswagen Type II Splitty
12. 1989 BMW Z1
13. 1903 Darracq Type L
14. 1963 Lincoln Continental

#### Datos
| Temporada 11 (2014) | Temporada 11 (2014) | Temporada 11 (2014) | Temporada 11 (2014) | Temporada 11 (2014) | Temporada 11 (2014) | Temporada 11 (2014) | Temporada 11 (2014)     | Temporada 11 (2014) | Temporada 11 (2014) | Temporada 11 (2014)                                           |
| Nº Programa         | Nº Programa         | Vehículo            | Vehículo            | Vehículo            | Presupuesto         | Compra              | Valor tras restauración | Venta               | Beneficio           | Emisión                                                       |
| Total               | Temp.               | Marca               | Modelo              | Año                 | Presupuesto         | Compra              | Valor tras restauración | Venta               | Beneficio           | Emisión                                                       |
| ------------------- | ------------------- | ------------------- | ------------------- | ------------------- | ------------------- | ------------------- | ----------------------- | ------------------- | ------------------- | ------------------------------------------------------------- |
| 128                 | 1                   | Ford                | Fiesta XR2 Mk1      | 1983                | £3.000              | £2.000              | £2.750                  | £5.000              | £2.250              | 17 de marzo de 2014                                           |
| 129                 | 2                   | Porsche             | 911 993 targa       | 1996                | £15.000             | £12.000             | £17.520                 | £19.500             | £1.980              | 24 de marzo de 2014                                           |
| 130                 | 3                   | Mazda               | RX-7                | 1995                | £8.000              | £5.000              | £8.025                  | £9.500              | £1.475              | 31 de marzo de 2014                                           |
| 131                 | 4                   | Citroën             | 2CV                 | 1958                | £6.000              | 4.000 € £3.300      | £6.300                  | £10.000             | £3.700              | 7 de abril de 2014 (Biarritz, Francia)                        |
| 132                 | 5                   | Maserati            | 3200 GT             | 2000                | £10.000             | £7.000              | £8.632 + £475           | £12.300             | £3.668              | 14 de abril de 2014                                           |
| 133                 | 6                   | Chevrolet           | Camaro              | 1968                | N/A                 | 11.750 $ £7.500     | £14.030                 | £23.000             | £8.970              | 21 de abril de 2014 (San Diego, California, EEUU)             |
| 134                 | 7                   | Amphicar Model 770  | Model 770           | 1967                | £20.000             | 35.000 $ £21.000    | £30.600                 | £35.200             | £4.600              | 28 de abril de 2014 (Tavares, Florida, EEUU)                  |
| 135                 | 8                   | Ford                | Thunderbird         | 1957                | 25.000 $ £16.326    | 24.500 $ £16.000    | £25.120                 | £33.000             | £7.880              | 1 de septiembre de 2014 (Sonoma, California, EEUU)            |
| 136                 | 9                   | Jaguar              | XJ-C                | 1976                | £11.995             | £11.500             | £13.190                 | £15.000             | £1.810              | 8 de septiembre de 2014                                       |
| 137                 | 10                  | Audi                | TT Mk1              | 2001                | £1.950              | £1.500              | £2.153,50               | £3.600              | £1.446,50           | 15 de septiembre de 2014                                      |
| 138                 | 11                  | Volkswagen          | Type II Splitty     | 1967                | N/A                 | 14.000 $ £8.950     | £16.665                 | £25.000             | £8.335              | 22 de septiembre de 2014 (Greenville, Carolina del Sur, EEUU) |
| 139                 | 12                  | BMW                 | Z1                  | 1989                | N/A                 | 16.550 € £14.037    | £19.154                 | £25.000             | £5.846              | 29 de septiembre de 2014 (Países Bajos)                       |
| 140                 | 13                  | Darracq             | Type L              | 1903                | No a la venta       | £0                  | £1.517                  | No a la venta       | £-1.517             | 6 de octubre de 2014                                          |
| 141                 | 14                  | Lincoln             | Continental         | 1963                | £10.000             | 8.000 $ £4.696      | £13.076                 | £15.000             | £1.924              | 13 de octubre de 2014                                         |
| 142                 | 14                  | Archive show        | Archive show        |                     | £                   | $ £                 | £                       | £                   | £                   |                                                               |
| Total temporada 11  | Total temporada 11  | Total temporada 11  | Total temporada 11  | Total temporada 11  | £102.271            | £114.483            | £178.732,50             | £231.100            | £53.884,50          | 2014                                                          |

### Temporada 12 (2015)
1ª Parte
1. 1965 Pontiac GTO
2. 1951 Ford F-1
3. 1959 MG A
4. 1974 BMW 2002 tii
5. 1975 AMC Pacer
6. 1972 Datsun 240Z
7. 1973 Volkswagen 181 Thing
8. 1952 DeSoto Firedome 8
9. Best of USA

2ª Parte
1. 1973 Rover P5B
2. 1989 Fiat Panda 4x4
3. 1982 Alfa Romeo Alfasud
4. 2011 Caterham 7
5. 1978 Ford Escort RS2000 Rally Car
6. 1957 Messerschmitt KR200
7. 1956 Citroën HY Van
8. 1992 Volkswagen Corrado VR6
9. 2003 Honda S2000
10. 2002 Noble M12 GTO 2.5
11. Best of UK

#### Datos
| Temporada 12 (2015) | Temporada 12 (2015) | Temporada 12 (2015) | Temporada 12 (2015) | Temporada 12 (2015) | Temporada 12 (2015) | Temporada 12 (2015) | Temporada 12 (2015)     | Temporada 12 (2015) | Temporada 12 (2015)    | Temporada 12 (2015)                                       |
| Nº Programa         | Nº Programa         | Vehículo            | Vehículo            | Vehículo            | Presupuesto         | Compra              | Valor tras restauración | Venta               | Beneficio              | Emisión                                                   |
| Total               | Temp.               | Marca               | Modelo              | Año                 | Presupuesto         | Compra              | Valor tras restauración | Venta               | Beneficio              | Emisión                                                   |
| Parte 1             | Parte 1             | Parte 1             | Parte 1             | Parte 1             | Parte 1             | Parte 1             | Parte 1                 | Parte 1             | Parte 1                | Parte 1                                                   |
| ------------------- | ------------------- | ------------------- | ------------------- | ------------------- | ------------------- | ------------------- | ----------------------- | ------------------- | ---------------------- | --------------------------------------------------------- |
| 143                 | 1                   | Pontiac             | GTO                 | 1965                | 25.000 $ £15.400    | 25.000 $ £15.400    | 28.200 $ £17.500        | 32.000 $ £19.700    | 4.200 $ £2.500         | 23 de marzo de 2015 (Johnsburg, Illinois, EEUU)           |
| 144                 | 2                   | Ford                | F-1                 | 1951                | 5.000 $ £3.061      | 4.500 $ £2.755      | 14.484 $ £9.296         | 20.000 $ £12.729    | 5.516 $ £3.433         | 30 de marzo de 2015 (Everett, Washington, EEUU)           |
| 145                 | 3                   | MG                  | A                   | 1959                | 15.000 $ £9.029     | 14.000 $ £8.427     | 24.950 $ £16.161        | 35.000 $ £22.671    | 10.050 $ £6.510        | 6 de abril de 2015 (East Los Angeles, California, EEUU)   |
| 146                 | 4                   | BMW                 | 2002 tii            | 1974                | 10.000 $ £6.439     | 7.750 $ £4.990      | 21.450 $ £13.813        | 35.000 $ £23.415    | 13.550 $ £9.065        | 13 de abril de 2015 (Spartanburg, Carolina del Sur, EEUU) |
| 147                 | 5                   | AMC                 | Pacer               | 1975                | 5.000 $ £3.059      | 3.500 $ £2.141      | 12.750 $ £8.096         | 7.857 $ £4.989      | (-) 4.893 $ (-) £3.107 | 20 de abril de 2015 (San José, California, EEUU)          |
| 148                 | 6                   | Datsun              | 240Z                | 1972                | 10.000 $ £6.480     | 8.500 $ £5.508      | 11.750 $ £7.917         | 16.750 $ £11.287    | 5.000 $ £3.370         | 27 de abril de 2015 (Irvine, California, EEUU)            |
| 149                 | 7                   | Volkswagen          | 181 Thing           | 1973                | 10.000 $ £6.380     | 8.000 $ £5.104      | 12.543 $ £8.240         | 15.750 $ £10.352    | 3.207 $ £2.112         | 4 de mayo de 2015 (Oregón, EEUU)                          |
| 150                 | 8                   | DeSoto              | Firedome 8          | 1952                | 15.000 $ £9.599     | 12.500 $ £7.999     | 17.000 $ £10.710        | 23.000 $ £14.811    | 6.000 $ £3.863         | 11 de mayo de 2015 (Charlotte, North Carolina, EEUU)      |
| Total parte 1       | Total parte 1       | Total parte 1       | Total parte 1       | Total parte 1       | 90.500 $ £59.547    | 76.550 $ £52.325    | 143.127 $ £91.733       | 185.357 $ £119.954  | 42.630 $ £27.746       | 2015                                                      |
| Parte 2             |                     |                     |                     |                     |                     |                     |                         |                     |                        |                                                           |
| 151                 | 9                   | Rover               | P5B                 | 1973                | £5.000              | £3.850              | £6.212                  | £11.500             | £5.288                 | 17 de agosto de 2015                                      |
| 152                 | 10                  | Fiat                | Panda 4x4           | 1989                | £1.000              | £1.331              | £1.800                  | £2.500              | £700                   | 24 de agosto de 2015                                      |
| 153                 | 11                  | Alfa Romeo          | Alfasud             | 1982                | £5.000              | £4.830              | £5.797                  | £6.800              | £1.003                 | 31 de agosto de 2015                                      |
| 154                 | 12                  | Caterham            | 7                   | 2011                | £15.000             | £16.500             | £20.425                 | £22.500             | £2.075                 | 7 de septiembre de 2015                                   |
| 155                 | 13                  | Ford                | Escort Mk2 RS2000   | 1978                | £10.000             | £6.750              | £12.350                 | £12.999             | £649                   | 14 de septiembre de 2015                                  |
| 156                 | 14                  | Messerschmitt       | KR200               | 1957                | £17.995             | £17.000             | £22.271                 | £25.000             | £2.729                 | 21 de septiembre de 2015                                  |
| 157                 | 15                  | Citroën             | HY Van              | 1956                | £6.000              | £4.500              | £19.000                 | £23.000             | £4.000                 | 28 de septiembre de 2015 (Sur de Francia)                 |
| 158                 | 16                  | Volkswagen          | Corrado VR6         | 1992                | £1.500              | £1.200              | £2.860                  | £5.500              | £2.640                 | 5 de octubre de 2015                                      |
| 159                 | 17                  | Honda               | S2000               | 2003                | £5.000              | £3.000              | £4.380                  | £7.000              | £2.620                 | 12 de octubre de 2015                                     |
| 160                 | 18                  | Noble               | M12                 | 2002                | £22.000             | £21.500             | £24.574                 | £27.000             | £2.426                 | 19 de octubre de 2015 (Venecia, Italia)                   |
| Total parte 2       | Total parte 2       | Total parte 2       | Total parte 2       | Total parte 2       | £88.495             | £80.461             | £119.669                | £143.799            | £24.130                | 2015                                                      |
| Total temporada 12  | Total temporada 12  | Total temporada 12  | Total temporada 12  | Total temporada 12  | £148.042            | £132.786            | £211.402                | £263.753            | £51.876                | 2015                                                      |

### Temporada 13 (2016)
1ª Parte
1. 1987 Mercedes-Benz 560SL
2. 1963 Volvo PV544
3. 1977 Honda Civic CVCC
4. 1980 Chevrolet LUV
5. 1988 Ford Mustang 5.0 Convertible
6. 1963 Chevrolet Corvair
7. 1965 Land Rover Series IIA
8. 1968 Chevrolet Corvette C3 Convertible
9. Lo mejor de la Temporada 1ra parte

2ª Parte
1. 1970 Ford Bronco Series 1
2. 1983 Mercedes-Benz 500 SEC
3. 1976 Porsche 912E
4. 1973 Chevrolet Camaro
5. 1963 Sunbeam Alpine
6. 1992 AM General Humvee
7. 1985 Maserati Bi-turbo
8. 1916 Cadillac V8
9. Lo Mejor de la Temporada 2da parte

#### Datos
| Temporada 13 (2016) | Temporada 13 (2016) | Temporada 13 (2016) | Temporada 13 (2016)     | Temporada 13 (2016) | Temporada 13 (2016) | Temporada 13 (2016) | Temporada 13 (2016)     | Temporada 13 (2016) | Temporada 13 (2016) | Temporada 13 (2016) |
| Nº Programa         | Nº Programa         | Vehículo            | Vehículo                | Vehículo            | Presupuesto         | Compra              | Valor tras restauración | Venta               | Beneficio           | Emisión             |
| Total               | Temp.               | Marca               | Modelo                  | Año                 | Presupuesto         | Compra              | Valor tras restauración | Venta               | Beneficio           | Emisión             |
| ------------------- | ------------------- | ------------------- | ----------------------- | ------------------- | ------------------- | ------------------- | ----------------------- | ------------------- | ------------------- | ------------------- |
| Parte 1             |                     |                     |                         |                     |                     |                     |                         |                     |                     |                     |
| 161                 | 1                   | Mercedes-Benz       | 560SL                   | 1987                | $15.000 £10,000     | $6.000 £4,154       | $13.930 £9,643          | $21.000 £14,500     | $7.070 £4,894       | 9 de mayo de 2016   |
| 162                 | 2                   | Volvo               | PV544                   | 1963                | $10.000 £6,700      | $9.000 £6,000       | $11.642 £8,000          | $14.500 £9,700      | $2.858 £1,700       | 16 de mayo de 2016  |
| 163                 | 3                   | Honda               | Civic CVCC              | 1977                | $3.000 £2,000       | $2.000 £1,300       | $6.200 £4,000           | $14.000 £9,500      | $8.000 £5,500       | 23 de mayo de 2016  |
| 164                 | 4                   | Chevrolet           | LUV                     | 1980                | $2.000 £1,300       | $1.000 £670         | $2.555 £1,703           | $3.500 £2,300       | $945 £597           | 30 de mayo de 2016  |
| 165                 | 5                   | Ford                | Mustang 5.0 Convertible | 1988                | $2.500 £1,700       | $2.500 £1,700       | $7.335 £5,000           | $9.200 £6,130       | $1.865 £1,130       | 6 de junio de 2016  |
| 166                 | 6                   | Chevrolet           | Corvair                 | 1963                | $1.500 £1,000       | $2.000 £1,300       | $11.345 £7,563          | $18.000 £12,000     | $6.655 £4,437       | 13 de junio de 2016 |
| 167                 | 7                   | Land Rover          | Series IIA              | 1965                | $10.000 £6,700      | $8.000 £5,300       | $15.176 £10,117         | $19.000 £12,700     | $3.824 £2,583       | 20 de junio de 2016 |
| 168                 | 8                   | Chevrolet           | Corvette C3 Convertible | 1968                | $29.000 £13,300     | $19.500 £13,000     | $21.530 £14,353         | $26.000 £17,300     | $4.470 £2,947       | 29 de junio de 2016 |
| Total parte 1       | Total parte 1       | Total parte 1       | Total parte 1           | Total parte 1       | $73.000 £42,700     | $50.000 £33,424     | $89.713 £60,379         | $125.200 £84,130    | $35.687 £23,788     | 2016                |
| Parte 2             |                     |                     |                         |                     |                     |                     |                         |                     |                     |                     |
| 169                 | 1                   | Ford                | Bronco Series 1         | 1970                | $12,000 £8,000      | $8,000 £5,300       | $25,404 £20,000         | $40,000 £26,700     | $14,596 £6,700      | 9 de mayo de 2016   |
| 170                 | 2                   | Mercedes Benz       | 500 SEC                 | 1983                | $5,000 £3,000       | $2,500 £1,700       | $10,162 £7,000          | $16,000 £10,700     | $5,838 £3,700       | 16 de mayo de 2016  |
| 171                 | 3                   | Porsche             | 912E                    | 1976                | $27,000 £20,000     | $25,000 £18,000     | $31,016 £23,000         | $35,001 £25,500     | $3,985 £2,500       | 23 de mayo de 2016  |
| 172                 | 4                   | Chevrolet           | Camaro RS               | 1973                | $20,000 £13,300     | $17,000 £11,000     | $32,281 £25,000         | $35,000 £23,000     | $2,719 £1,813       | 30 de mayo de 2016  |
| 173                 | 5                   | Sunbeam             | Alpine                  | 1963                | $8,000 £5,300       | $7,000 £4,526       | $12,373 £8,000          | $18,000 £12,000     | $5,627 £4,000       | 6 de junio de 2016  |
| 174                 | 6                   | AM General          | Humvee                  | 1992                | $12,500 £8,000      | $12,500 £8,000      | $20,173 £13,450         | $25,000 £16,700     | $4,827 £3,250       | 13 de junio de 2016 |
| 175                 | 7                   | Maserati            | Bi-turbo                | 1985                | US$- £-             | $2,740 £1,827       | $22,481 £14,987         | $22,500 £15,000     | US$19 £13           | 20 de junio de 2016 |
| 176                 | 8                   | Cadillac            | Roadster V8 Type 53     | 1916                | $60,000 £45,000     | $96,000 £64,000     | $133,908 £100,000       | -                   | -                   | 29 de junio de 2016 |
| Total parte 2       | Total parte 2       | Total parte 2       | Total parte 2           | Total parte 2       | $144,500 £102,600   | $170,740 £114,353   | $287,798 £211,437       | $191,501 £129,600   | $37,611 £21,976     | 2016                |
| Total temporada 13  | Total temporada 13  | Total temporada 13  | Total temporada 13      | Total temporada 13  | $217,500 £145,300   | $220,740 £147,777   | $377,511 £271,816       | $316,701 £213,730   | $73,298 £45,764     | 2016                |

### Temporada 14 (2017-2018)
1ª Parte
1. 1995 Ford Escort RS Cosworth
2. 1982 Toyota Celica Supra
3. 1973  Ford Mustang Mach 1
4. 1973 Saab 96
5. 1965 Dodge A100 Sportsman Van
6. 1964 Ford Falcon Ranchero
7. 1994 Mitsubishi 3000GT VR-4
8. 1965 Austin-Healey 3000 Mark III BJ8 Convertible
9. Lo mejor de la Temporada 1ra parte

2ª Parte
1. 1969 Opel GT 1900
2. 1988 Jeep Grand Wagoneer
3. 2004 Mini Cooper S MC40
4. 1987 Alfa Romeo Spider Quadrifoglio
5. 1970 International Harvester Scout 800A
6. 1977 Porsche 924
7. 1972 Datsun 510
8. 1972 Lancia Fulvia 1.3S Series II
9. Lo Mejor de la Temporada 2da parte

#### Datos
| Temporada 14 (2017) | Temporada 14 (2017) | Temporada 14 (2017)     | Temporada 14 (2017)           | Temporada 14 (2017) | Temporada 14 (2017) | Temporada 14 (2017) | Temporada 14 (2017)     | Temporada 14 (2017) | Temporada 14 (2017) | Temporada 14 (2017)     |
| Nº Programa         | Nº Programa         | Vehículo                | Vehículo                      | Vehículo            | Presupuesto         | Compra              | Valor tras restauración | Venta               | Beneficio           | Emisión                 |
| Total               | Temp.               | Marca                   | Modelo                        | Año                 | Presupuesto         | Compra              | Valor tras restauración | Venta               | Beneficio           | Emisión                 |
| ------------------- | ------------------- | ----------------------- | ----------------------------- | ------------------- | ------------------- | ------------------- | ----------------------- | ------------------- | ------------------- | ----------------------- |
| Parte 1             |                     |                         |                               |                     |                     |                     |                         |                     |                     |                         |
| 177                 | 1                   | Ford                    | Escort RS Cosworth            | 1995                | $35,000 £27,000     | $30,000 £23,000     | $37,665 £28,500         | $50,000 £38,000     | $12,335 £9,500      | 5 de octubre de 2017    |
| 178                 | 2                   | Toyota                  | Celica Supra                  | 1982                | $7,500 £5,800       | $6,500 £5,000       | $10,865 £8,400          | $12,000 £9,200      | $1,135 £800         | 12 de octubre de 2017   |
| 179                 | 3                   | Ford                    | Mustang Mach 1                | 1973                | $19,000 £14,615     | $18,000 £14,000     | $25,200 £19,500         | $26,000 £20,000     | $800 £500           | 19 de octubre de 2017   |
| 180                 | 4                   | Saab                    | 96                            | 1973                | $3,500 £2,500       | $2,800 £2,000       | $10,630 £7,900          | $11,750 £8,700      | $1,120 £800         | 26 de octubre de 2017   |
| 181                 | 5                   | Dodge                   | A100 Sportsman Van            | 1965                | $2,500 £1,850       | $2,000 £1,500       | $16,375 £12,400         | $19,000 £16,000     | $2,625 £3,600       | 2 de noviembre de 2017  |
| 182                 | 6                   | Ford                    | Falcon Ranchero               | 1964                | $6,000 £4,500       | $4,500 £3,500       | $18,100 £13,600         | $20,000 £15,000     | $1,900 £1,400       | 9 de noviembre de 2017  |
| 183                 | 7                   | Mitsubishi              | 3000GT VR-4                   | 1994                | $7,000 £5,000       | $6,500 £4,800       | $8,900 £6,700           | $12,000 £9,000      | $3,100 £2,300       | 16 de noviembre de 2017 |
| 184                 | 8                   | Austin-Healey           | 3000 Mark III BJ8 Convertible | 1965                | $40,000 £32,000     | $35,000 £28,000     | $44,535 £35,628         | $71,000 £56,800     | $26,465 £21,172     | 22 de noviembre de 2017 |
| Total parte 1       | Total parte 1       | Total parte 1           | Total parte 1                 | Total parte 1       | $120,500 £93,265    | $105,300 £81,800    | $172,270 £132,628       | $221,750 £172,700   | $49,480 £40,072     | 2017                    |
| Parte 2             |                     |                         |                               |                     |                     |                     |                         |                     |                     |                         |
| 185                 | 1                   | Opel                    | GT 1900                       | 1969                | $6,000 £4,200       | $6,000 £4,200       | $9,850 £7,000           | $13,500 £9,700      | $3,650 £2,700       | 11 de abril de 2018     |
| 186                 | 2                   | Jeep                    | Grand Wagoneer                | 1988                | $6,000 £4,500       | $4,500 £3,000       | $19,350 £13,800         | $26,500 £19,000     | $7,150 £5,200       | 18 de abril de 2018     |
| 187                 | 3                   | Mini                    | Cooper S MC40                 | 2004                | $6,000 £4,500       | $5,300 £4,100       | $7,890 £5,700           | $9,000 £7,500       | $1,110 £925         | 25 de abril de 2018     |
| 188                 | 4                   | Alfa Romeo              | Spider Quadrifoglio           | 1987                | $8,900 £7,500       | $7,000 £5,500       | $8,400 £6,000           | $10,000 £7,150      | $1,600 £1,150       | 2 de mayo de 2018       |
| 189                 | 5                   | International Harvester | Scout 800A                    | 1970                | $8,500 £6,500       | $8,000 £6,000       | $15,800 £11,500         | $22,500 £16,000     | $6,700 £4,500       | 10 de mayo de 2018      |
| 190                 | 6                   | Porsche                 | 924                           | 1977                | $5,000 £3,500       | $3,700 £2,500       | $8,380 £5,900           | -                   | -                   | 17 de mayo de 2018      |
| 191                 | 7                   | Datsun                  | 510                           | 1972                | $6,500 £5,000       | $5,000 £3,500       | $11,930 £8,800          | $20,000 £15,000     | $8,070 £6,200       | 24 de mayo de 2018      |
| 192                 | 8                   | Lancia                  | Fulvia 1.3S Series II         | 1972                | $10,000 £9,200      | $9,500 £7,000       | $14,105 £9,800          | $33,000 £25,500     | $18,895 £15,700     | 31 de mayo de 2018      |
| Total parte 2       | Total parte 2       | Total parte 2           | Total parte 2                 | Total parte 2       | $50,900 £40,700     | $43,000 £31,600     | $85,855 £61,500         | $121,000 £90,150    | $43,525 £33,675     | 2018                    |
| Total temporada 14  | Total temporada 14  | Total temporada 14      | Total temporada 14            | Total temporada 14  | $171,400 £133,965   | $148,300 £113,400   | $258,125 £194,128       | $342,750 £262,850   | $93,005 £73,747     | 2018                    |

### Temporada 15 (2018-2019)
1ª Parte
1. 1976 Ford Capri Mk2
2. 1991 Toyota MR2 Turbo
3. 1995 Volvo 850 T-5R Wagon
4. 1991 Alfa Romeo 164 L
5. 1991 Lotus Elan M100
6. 2002 Chevrolet Corvette C5 Z06
7. 1984 Volkswagen Rabbit GTI
8. 2004 Dodge Ram SRT-10

2ª Parte
1. 2000 Porsche 911/996 Convertible
2. 1970 Volkswagen Fastback (Tipo 3 )
3. 1971 Chevrolet C-10 Truck
4. 1985 Mazda RX-7 GSL-SE
5. 1985 Mercedes-Benz 300TD
6. 1974 Jensen-Healey
7. 1965 Plymouth Barracuda ( 1ª parte )
8. 1965 Plymouth Barracuda ( 2ª Parte )

3ª Parte
1. 2004 BMW M3 (E46)
2. 1965 Volvo Amazon 122S
3. 1992 Ford Bronco XLT
4. 1971 Fiat 124 Sport Spider
5. 1973 Toyota Celica ST
6. 2002 Mercedes-Benz E 55 AMG (W210)
7. 1985 Merkur XR4Ti
8. 1985 Toyota Land Cruiser FJ60

Datos
| Temporada 15 (2018) | Temporada 15 (2018) | Temporada 15 (2018) | Temporada 15 (2018) | Temporada 15 (2018) | Temporada 15 (2018) | Temporada 15 (2018) | Temporada 15 (2018)     | Temporada 15 (2018) | Temporada 15 (2018) | Temporada 15 (2018)     |
| Nº Programa         | Nº Programa         | Vehículo            | Vehículo            | Vehículo            | Presupuesto         | Compra              | Valor tras restauración | Venta               | Beneficio           | Emisión                 |
| Total               | Temp.               | Marca               | Modelo              | Año                 | Presupuesto         | Compra              | Valor tras restauración | Venta               | Beneficio           | Emisión                 |
| ------------------- | ------------------- | ------------------- | ------------------- | ------------------- | ------------------- | ------------------- | ----------------------- | ------------------- | ------------------- | ----------------------- |
| Parte 1             |                     |                     |                     |                     |                     |                     |                         |                     |                     |                         |
| 193                 | 1                   | Ford                | Capri Mk2           | 1976                | $5,000 £4,000       | $4,000 £3,000       | $8,212 £6,150           | $8,212 £6,150       | $0 £0               | 3 de octubre de 2018    |
| 194                 | 2                   | Toyota              | MR2 Turbo           | 1991                | $10,000 £7,000      | $7,000 £4,900       | $9,145 £7,000           | $11,000 £8,500      | $1,855 £1,500       | 10 de octubre de 2018   |
| 195                 | 3                   | Volvo               | 850 T-5R Wagon      | 1995                | $10,000 £7,500      | $7,000 £5,000       | $8,677 £6,700           | $13,999 £10,800     | $5,322 £4,100       | 17 de octubre de 2018   |
| 196                 | 4                   | Alfa Romeo          | 164 L               | 1991                | $4,000 £3,000       | $3,000 £2,250       | $5,212 £4,000           | $7,000 £5,400       | $1,788 £1,400       | 24 de octubre de 2018   |
| 197                 | 5                   | Lotus               | Elan M100           | 1991                | $8,000 £6,000       | $8,000 £6,000       | $9,385 £7,100           | $14,000 £10,600     | $4,615 £3,500       | 31 de octubre de 2018   |
| 198                 | 6                   | Chevrolet           | Corvette C5 Z06     | 2002                | $16,000 £12,000     | $16,000 £12,000     | $17,910.90 £13,800      | $18,000 £13,870     | $89.10 £70          | 7 de noviembre de 2018  |
| 199                 | 7                   | Volkswagen          | Rabbit GTI          | 1984                | $3,500 £2,380       | $2,500 £1,700       | $6,769 £5,200           | $9,500 £7,300       | $2,731 £2,100       | 14 de noviembre de 2018 |
| 200                 | 8                   | Dodge               | Ram SRT-10          | 2004                | $15,500 £12,000     | $15,500 £12,000     | $19,635 £15,000         | $22,000 £16,800     | $2,365 £1,800       | 21 de noviembre de 2018 |
| Total parte 1       | Total parte 1       | Total parte 1       | Total parte 1       | Total parte 1       | $72,000 £53,880     | $63,000 £46,850     | $84,945.9 £64,950       | $103,711 £79,420    | $18,765.1 £14,470   | 2018                    |

### Temporada 16 ( 2019-2020)
1ª Parte
1. 1969 Datsun Sports 2000
2. 2001 Audi S4 Avant
3. 2001 Saab 9-3 Viggen
4. 2006 Porsche Cayenne Turbo S
5. 2004 Mazdaspeed MX-5
6. 1979 Jeep CJ-7 Levi Edition
7. 1991 Nissan 300ZX Twin Turbo

2ª Parte
1. 1974 Fiat X1/9
2. 1964 Triumph TR4
3. 1968 International Harvester Travelall
4. 1999 BMW Z3 M Coupé
5. 1979 Triumph TR7
6. 1965 Dodge Coronet 500
7. 1976 Land Rover Series III

### Temporada 17 (2020-2021)
1ª Parte
1. 1965 Austin Mini 850 (Mark 1)
2. 1992 TVR Griffith 430
3. 1997 Fiat Coupé 20V Turbo
4. 1963 Bedford CA Dormobile
5. 1963 Land Rover Series I
6. 2007 Porsche 997 Carrera 2
7. 1976 Jaguar XJ6 Series 2 4.2
8. 1987 Renault 5 GT Turbo
9. 2001 Mitsubishi Lancer Evolution VII
10. 2003 Volkswagen Golf Mk3.5 Cabriolet Colour Concept

2ª Parte
1. 1989 Ford Escort XR3i convertible
2. 2003 Mercedes-Benz SL55 AMG
3. 1984 Opel Astra GTE
4. 2006 BMW 335i
5. 1963 Fiat 600
6. 2002 Jaguar S-Type R
7. 1974 Ford Transit Mk1
8. 1991 Mitsubishi Shogun
9. 1969 Lotus Europa
10. 1967 MGB Roadster

## Por el mundo
En esta serie hecha por X2 Productions Ltd, Mike Brewer navega su camino a través de la cultura y la idiosincrasia del comercio internacional de automóviles usados, viajando a diferentes países. A partir de un presupuesto de $3.000, intenta transformar su primera compra en una sucesión de ofertas reales de trabajo hasta llegar a su objetivo: un coche deportivo de lujo de $30.000. Los episodios 1-3 y 5-6 se conectan directamente entre sí, el coche final del episodio anterior se vende en el siguiente episodio. En Estados Unidos, las emisiones en Velocity comenzaron el 10 de julio de 2013. Sin embargo este programa no tiene en cuenta las tarifas aéreas, alimentos o alojamiento.

## Otros vehículos
Mike ha utilizado una variedad de vehículos en Joyas sobre ruedas para viajar a ver los posibles vehículos y/o remolcarlos si no están en orden o aptos para conducir.
Mike ha utilizado un Mitsubishi Shogun para viajar en Inglaterra desde la serie 9 (2012). Los vehículos utilizados antes de la serie 9 se componen de un Nissan Primera Estate color turquesa oscuro, un Subaru Legacy Estate color azul, un Honda Accord Tourer color rojo, un SsangYong Rexton II color negro, un SsangYong Kyron color azul oscuro, un Land Rover Discovery 4 color negro, un Nissan X- Trail color azul y un Ford Kuga color azul claro. Para la serie 8a utiliza un X-Trail color negro. Para la serie 12b, utiliza un Mercedes-Benz Sprinter color blanco para transportar el Messerschmitt KR200 al taller.
Cuando Mike viajó a Francia en la serie 5 para comprar el Citroën DS, alquiló un Opel Zafira color negro; alquiló una versión más reciente del Zafira cuando regresó a Francia para comprar el Renault Alpine A310 en la serie 9a. Mike utiliza un Toyota Corolla Verso color plata cuando regresó a comprar el Citroën 2CV en la serie 11a. Cuando regresó a Francia en la serie 12b, alquiló un Audi Q3 color gris para comprar el Citroën HY Van.
Cuando Mike viajó a los EE.UU. para la serie 8b, alquiló un Ford Expedition Els color plata, a excepción del último episodio en el que utiliza un Chevrolet Tahoe color negro. Cuando Mike regresó a los EE.UU. en la serie 9b para comprar el Willys MB y el Ford Mustang Fastback, alquiló un Expedition EL color gris. Cuando compró el Chevrolet Corvette Sting Ray C2 y el Cadillac Coupe de Ville en los EE.UU. en la serie 10b, alquiló un Chevrolet Suburban color gris. Para la serie 11 en los EE.UU., alquiló una Suburban color plata, un Cadillac SRX color rojo oscuro, un Mazda CX-9 color blanco y un Nissan Armada color negro. Para la serie 12 alquiló una Chevrolet Suburban color negro, una GMC color plata, una Chevrolet Captiva color plata y una Chevrolet Suburban color plata.
Para la serie 9a, cuando Mike viajó a Italia para comprar el Fiat Dino, alquiló una Ford Kuga color plata, en la serie 12b Mike alquiló un Mercedes-Benz blanco Clase M para comprar el Noble M12.
Para la Temporada 10b, cuando Mike viajó a Polonia para comprar el Lamborghini Urraco P250S, alquiló una Land Rover Discovery 3 color gris; cuando regresó a Polonia para comprar el FSM Syrena 105L, alquiló una Discovery 3 color negro.
Cuando Mike viajó a los Países Bajos para comprar el BMW Z1 para la serie 11b, utilizó una Ford Transit de su amigo.
Cuando Mike fue a Alemania para obtener nuevos neumáticos para el Fiat Panda 4x4, alquiló un Kia Sportage color crema.

### Por el mundo
Para Trading Up, Mike montó un Toyota Fortuner blanco propiedad de un concesionario de coches usados en la India. En Dubai, el contacto de Mike lo condujo en un Ferrari F430 blanco. En Texas, Mike montó un gris Chevrolet Corvette C2. Taxis destacados en la serie incluyen un Hindustan Ambassador Gran color amarillo y una Bajaj RE verde y amarillo en la India, un LTC TX4 color negro en el Reino Unido, un Toyota Crown Comfort color negro en Japón, un Volkswagen Sedan Tipo 1 color amarillo y rojo en México, un Ford Falcon color blanco en Australia, un sedán Chevrolet Onix color blanco en Brasil, un Dodge Charger amarillo en Texas, y un Fiat 600 Multipla color amarillo en Italia. Para coches de alquiler, alquiló un Mitsubishi Shogun color negro en el Reino Unido, un Chrysler color negro en Brasil, un GMC color rojo oscuro en Texas, un Land Rover Discovery 3 color gris en Polonia, y un Fiat 500 blanco en Italia. En Polonia cuando Mike está tomando el Fiat 126p para conseguir envoltura de vinilo, toma prestado un Opel Movano gris, para llevar el coche al taller de envoltura de vinilo.
Para Wheeler Dealers: Top 5 especiales de Estados Unidos, Mike se encuentra en la tienda de Edd, frente a un rojo Chevrolet Corvette C2.

### Introducción / Segmentos de los vehículos
Las secuencias de apertura y los segmentos de relleno de las Temporadas 1 a 9 característica de los coches que se trabajaron a lo largo de sus temporadas correspondientes:
- Temporada 1: Todos los vehículos realizados hasta ahora
- Temporadas 2 y 3: MGB GT
- Temporada 4: Porsche 911 Targa 2.7s
- Temporada 5: Mercedes-Benz R107 280SL
- Temporada 6: Ferrari Dino 308 GT4
- Temporada 7: Lotus Elan S3
- Temporada 8a: Jaguar E-Type Serie 3
- Temporada 8b: Dodge Charger
- Temporada 9a: Fiat Dino
- Temporada 9b: Douglas Gardner Cobra

En la Temporada 10 se eliminó el uso de automóviles en las secuencias de apertura y corte comercial, en su lugar se utiliza una tarjeta de título con el logotipo de la serie y el color (s) del vehículo del episodio en el fondo. Los segmentos de relleno, sin embargo, utilizan los siguientes vehículos:
- Temporada 10a: Aston Martin DB7
- Temporada 10b: Lamborghini Urraco P250S

A partir de la serie 11,  Joyas sobre ruedas  ya no utiliza los coches en los segmentos de relleno.

### Wheeler Dealers: Trading Up Car Experts
Temporada 1 - Chak de India, Tony de Reino Unido, Michael de Suecia, Atsushi de Japón, Carlos de México, Bill de EE.UU. y Abu de Dubai
Temporada 2 -. Richard de Australia, Colin y Andy de Reino Unido, Mauricio de Brasil, Antonio de Texas, EE.UU., Mirek de Polonia y Darío de Italia.

## Canales
| País                            | Canal                                                                                |
| ------------------------------- | ------------------------------------------------------------------------------------ |
| Argelia                         | El Djazairia                                                                         |
| Argentina                       | - Discovery Channel - Discovery Turbo                                                |
| Australia                       | Discovery Turbo MAX                                                                  |
| Bélgica                         | Discovery Channel                                                                    |
| Brasil                          | Discovery Turbo Brasil                                                               |
| Bosnia y Herzegovina            | Discovery Channel Bosnia                                                             |
| Bulgaria                        | Discovery Channel Bulgaria                                                           |
| Canadá                          | Discovery HD                                                                         |
| Chile                           | Discovery Channel                                                                    |
| Colombia                        | Discovery Turbo (Latin America)                                                      |
| Costa Rica                      | Discovery Turbo (Latin America)                                                      |
| Suiza                           | Discovery HD                                                                         |
| Dinamarca                       | Discovery HD                                                                         |
| Estonia                         | Discovery Channel                                                                    |
| Finlandia                       | Discovery Channel Finland JIM                                                        |
| Francia                         | Discovery Channel France RMC Découverte                                              |
| Alemania                        | DMAX                                                                                 |
| Hong Kong                       | DMAX Asia                                                                            |
| Hungría                         | Discovery Channel Hungary                                                            |
| India                           | Discovery Turbo                                                                      |
| Indonesia                       | Discovery Turbo                                                                      |
| Israel                          | Discovery HD                                                                         |
| Italia                          | - Discovery Channel Italy - DMAX Italy                                               |
| Japón                           | Discovery Channel                                                                    |
| Letonia                         | Discovery Channel                                                                    |
| Lituania                        | Discovery Channel                                                                    |
| Malasia                         | DMAX Asia                                                                            |
| México                          | Discovery Channel Mexico                                                             |
| Oriente Medio y Norte de África | Quest Arabiya                                                                        |
| Países Bajos                    | - Discovery Channel - Discovery HD                                                   |
| Nueva Zelanda                   | Discovery Turbo                                                                      |
| Noruega                         | Discovery Channel                                                                    |
| Filipinas                       | DMAX Asia                                                                            |
| Polonia                         | Discovery Channel Poland                                                             |
| Portugal                        | - Discovery Channel - Discovery Turbo                                                |
| Rumania                         | Discovery Channel                                                                    |
| Rusia                           | Discovery Channel Russia                                                             |
| Serbia                          | Discovery Channel                                                                    |
| Singapur                        | DMAX Asia                                                                            |
| Eslovenia                       | Discovery Channel                                                                    |
| Eslovaquia                      | Discovery Channel                                                                    |
| España                          | Discovery MAX                                                                        |
| Suecia                          | Discovery Channel                                                                    |
| República de China              | DMAX Asia                                                                            |
| Tailandia                       | DMAX Asia                                                                            |
| Turquía                         | Discovery Channel                                                                    |
| Reino Unido                     | - Discovery Channel - Discovery Real Time - Discovery Turbo - Discovery Shed - Quest |
| Estados Unidos                  | Velocity Channel HD                                                                  |